# Velká pardubická 2008
Velká pardubická 2008 byla 118. ročníkem tohoto dostihu. Konala se 12. října na pardubickém dostihovém závodišti. Vítězství získala podruhé bělka Sixteen v sedle s žokejem Josefem Bartošem. Na dalších místech doběhli Hirsch a Juventus. Sixteen překonala časem 8:58,49 minuty traťový rekord, jako první absolvovala trať nejslavnějšího překážkového dostihu na evropském kontinentu pod devět minut.
Chyba v orientaci připravila o vítězství francouzského koně v českém chovu Amant Grise a jeho žokeje Marka Stromského. O diskvalifikaci rozhodla dostihová komise na základě projednávání tzv. protestu ex offo, tedy šetření, které si zadala sama. Zhruba po čtvrthodinovém jednání diskvalifikovala Amant Grise i britského Ivoire de Beaulieu.
Na startu bylo 16 koní. Přechod přes Velký Taxisův příkop zvládli všichni jezdci, ale na pád na jiné překážce doplatil životem Klip pod vedením žokeje Jana Faltejska.
Hlavním sponzorem byla Česká pojišťovna a běželo se o celkovou částku 4 500 000 Kč.

## Pořadí v cíli (prvních šest)
| * | Kůň           | Jezdec         |
| - | ------------- | -------------- |
| 1 | Sixteen       | Josef Bartoš   |
| 2 | Hirsch        | Jiří Kousek    |
| 3 | Juventus      | Josef Váňa     |
| 4 | Numero Due    | Luboš Urbánek  |
| 5 | Decent Fellow | Josef Váňa ml. |
| 6 | Mr. Land      | Libor Sedlář   |